# Rouvres-sur-Aube
Rouvres-sur-Aube és un municipi francès situat al departament de l'Alt Marne i a la regió del Gran Est. L'any 2007 tenia 102 habitants.

## Demografia

### Població
El 2007 la població de fet de Rouvres-sur-Aube era de 102 persones. Hi havia 48 famílies de les quals 24 eren unipersonals (16 homes vivint sols i 8 dones vivint soles), 8 parelles sense fills, 4 parelles amb fills i 12 famílies monoparentals amb fills.
La població ha evolucionat segons el següent gràfic:
Habitants censats

### Habitatges
El 2007 hi havia 86 habitatges, 53 eren l'habitatge principal de la família, 24 eren segones residències i 9 estaven desocupats. 83 eren cases i 1 era un apartament. Dels 53 habitatges principals, 48 estaven ocupats pels seus propietaris, 4 estaven llogats i ocupats pels llogaters i 2 estaven cedits a títol gratuït; 3 tenien dues cambres, 7 en tenien tres, 14 en tenien quatre i 30 en tenien cinc o més. 26 habitatges disposaven pel capbaix d'una plaça de pàrquing. A 21 habitatges hi havia un automòbil i a 23 n'hi havia dos o més.

### Piràmide de població
La piràmide de població per edats i sexe el 2009 era:
| Homes | Edats   | Dones |
| ----- | ------- | ----- |
| 0     | 95 o +  | 0     |
| 0     | 90 a 94 | 0     |
| 0     | 85 a 89 | 0     |
| 0     | 80 a 84 | 0     |
| 0     | 75 a 79 | 8     |
| 12    | 70 a 74 | 4     |
| 0     | 65 a 69 | 4     |
| 12    | 60 a 64 | 8     |
| 0     | 55 a 59 | 4     |
| 0     | 50 a 54 | 0     |
| 8     | 45 a 49 | 0     |
| 8     | 40 a 44 | 4     |
| 0     | 35 a 39 | 4     |
| 0     | 30 a 34 | 0     |
| 0     | 25 a 29 | 0     |
| 0     | 20 a 24 | 0     |
| 0     | 15 a 19 | 4     |
| 4     | 10 a 14 | 4     |
| 4     | 5 a 9   | 4     |
| 0     | 0 a 4   | 0     |

## Economia
El 2007 la població en edat de treballar era de 59 persones, 39 eren actives i 20 eren inactives. De les 39 persones actives 34 estaven ocupades (17 homes i 17 dones) i 5 estaven aturades (3 homes i 2 dones). De les 20 persones inactives 14 estaven jubilades, 3 estaven estudiant i 3 estaven classificades com a «altres inactius».

### Ingressos
El 2009 a Rouvres-sur-Aube hi havia 49 unitats fiscals que integraven 92 persones, la mediana anual d'ingressos fiscals per persona era de 14.697 €.

### Activitats econòmiques
Dels 4 establiments que hi havia el 2007, 2 eren d'empreses de comerç i reparació d'automòbils, 1 d'una empresa d'hostatgeria i restauració i 1 d'una empresa de serveis.
Dels 2 establiments comercials que hi havia el 2009, 1 era una botiga de més de 120 m² i 1 una botiga de roba.
L'any 2000 a Rouvres-sur-Aube hi havia 4 explotacions agrícoles.

## Poblacions més properes
El següent diagrama mostra les poblacions més properes.